# MPI MPXpress
MPXpress ist eine Serie von Lokomotiven mit dieselelektrischem Antrieb, die für Reisezüge im Nahverkehr in Nordamerika entwickelt wurden. Der Hersteller MotivePower brachte sie im Jahr 2003 auf den Markt. Bis in die 2010er Jahre wurden fünf Haupt-Modellvarianten entwickelt: MP36PH-3S, MP36PH-3C, MP40PH-3C, MP32PH-Q und MP54AC.
Die MPXpress-Lokomotiven waren die ersten serienmäßigen Reisezuglokomotiven, die sowohl die Anforderungen der Federal Railroad Administration an das Crashverhalten und den Brandschutz bei Bahnbetriebsunfällen erfüllten, als auch den Anforderungen der Environmental Protection Agency in Bezug auf die Einhaltung der Abgasnormen der Dieselmotoren entsprachen. Von Anfang an wurde die ab 2004 vorgeschriebene Tier-II-Abgasnorm eingehalten, in Hinblick auf die ab 2015 gültige Tier-IV-Abgasnorm wurde das Modell MP54AC neu- oder aus vorhandenen MPXpress umgebaut. Die Sicherheitsausstattung entsprach auch technischen Vorgaben der Branchenvereinigung American Public Transportation Association.
Die Lokomotivserie wurde als kostengünstiges Produkt auf Basis von aufgearbeiteten Hauptkomponenten und tragenden Elementen mit neuen Verschleißteilen, neuer Technik und in verschiedenen Antriebs-Konfigurationen angeboten. Es gab Optionen wie neue oder überarbeitete Drehgestelle, unterschiedliche Motorisierung oder einen separaten Generator für die Zugheizung über die Zugsammelschiene.
Mehr als 200 MPXpress-Lokomotiven wurden durch dreizehn Nahverkehrsgesellschaften in Kanada und den USA beschafft bzw. betrieben. Mit Stand 2023 bietet MotivePower keines der Modelle mehr an. Die Massachusetts Bay Transportation Authority bestellte bei MotivePower den Typ MPI HSP46 als Nachfolger zur Lieferung ab dem Jahr 2012.

## Modelle

### MP36PH-3S
Die MP36PH-3S besitzt als Hauptmotor einen 16-Zylinder-Dieselmotor des Typs MPI 645F3B. Der Generator zur Versorgung der Zugsammelschiene ist direkt an den Hauptmotor angeschlossen (daher das „S“ für statisch in der Typenbezeichnung). Bei der Bereitstellung voller elektrischer Leistung für die angeschlossenen Personenwaggons muss der Hauptmotor mit einer höheren Drehzahl laufen, um die Personenwaggons zu versorgen. Die Zugkraft beträgt bei der Bereitstellung der vollen Leistung von 500 kW auf der Zugsammelschiene nur noch 2200 kW, da die Stromerzeugung Leistung aus dem Hauptmotor abzweigt.
Chicagos METRA hat 27 dieser Lokomotiven in den Jahren 2003 bis 2004 in Dienst gestellt. 14 davon haben ältere Lokomotiven des Typs EMD F40C ersetzt, während die übrigen die Flotte vergrößerten. Als die Lokomotiven ausgeliefert wurden, zeigten sie Software- und Computer-Probleme, bis zu dem Punkt, dass METRA im Jahr 2004 für eine kurze Zeit zwei F40C wieder in Betrieb nehmen musste. Eines der einzigartigen Merkmale der MP36 in der METRA-Flotte im Vergleich zu anderen Betreibern ist die Ausstattung mit einem Gyralite (kreisendes Warnlicht), das an der Stelle angebracht ist, wo das Zugnummernschild sonst angebracht wäre. METRA ist derzeit der einzige Betreiber der MP36PH-3S.

### MP36PH-3C
Die MP36PH-3C besitzt den gleichen Hauptmotor wie das „3S“-Modell, den MPI 645F3B Dieselmotor, aber der Generator für die Zugsammelschiene wird über einen eigenen Caterpillar C-18 Dieselmotor angetrieben. Daher das „C“ in der Typenbezeichnung. In dieser Konfiguration steht die gesamte Leistung des Hauptmotors von 2700 kW für den Antrieb zur Verfügung und dieser kann bei Bedarf in den Leerlauf gehen. Caltrain war im Jahr 2003 die erste Bahngesellschaft, die die MP36PH-3C gekauft hat.
Die Version von SunRail wird sich deutlich von den Standardausführungen unterscheiden. Die modernisierten Lokomotiven werden zwar den gleichen Führerstand wie die anderen Lokomotiven besitzen, dahinter aber einen schmalen Lokomotivkasten mit außen liegenden Laufstegen, wie sie bei vielen amerikanischen Lokmodellen üblich sind.

### MP40PH-3C

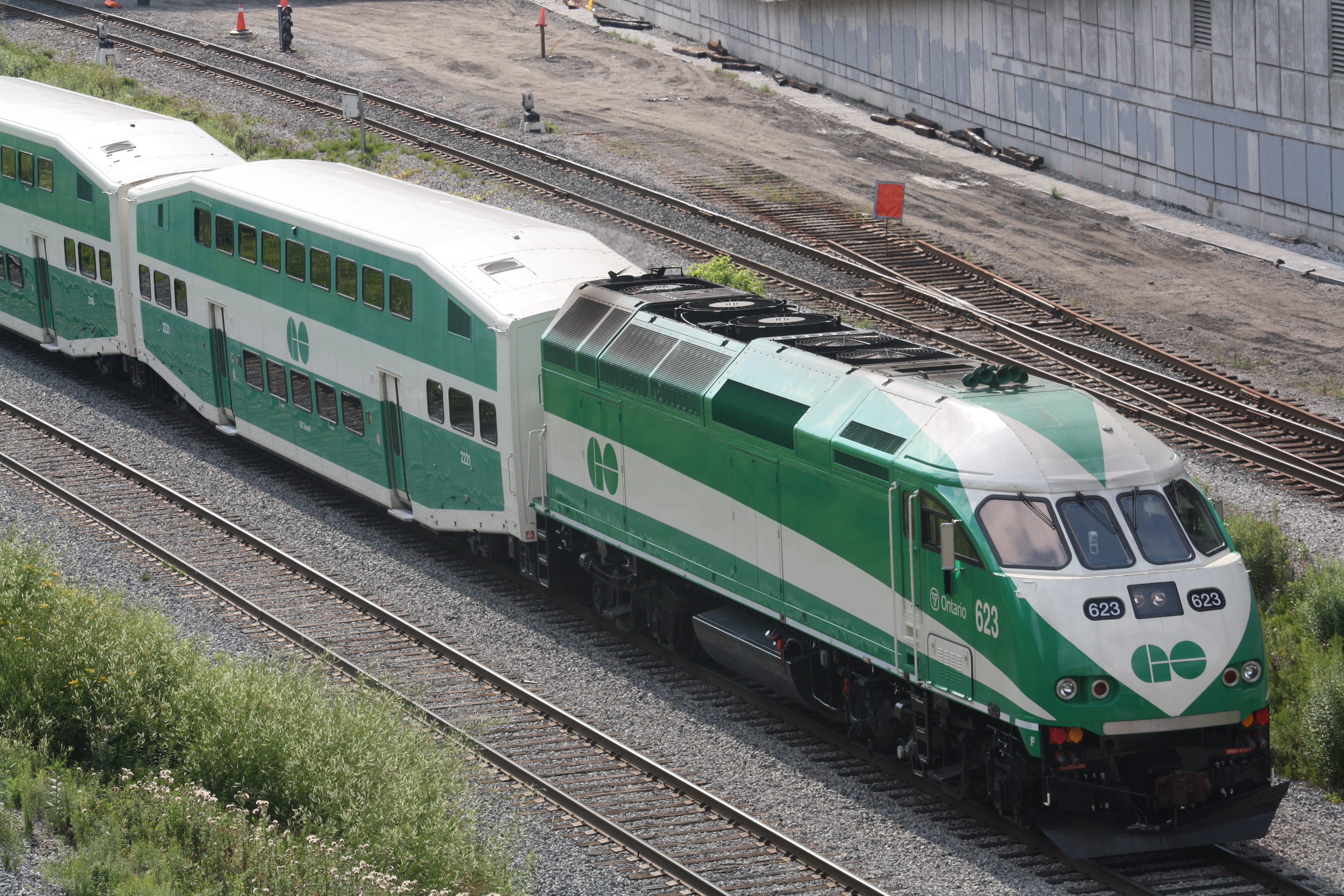
GO Transit MP40PH-3C

Die MP40PH-3C entspricht der MP36PH-3C bis auf die folgenden Unterschiede:
- die MP40PH-3C verwendet einen 16-Zylinder EMD 710 GB Dieselmotor anstelle des MPI 645F3B, der 3000 kW statt 2700 kW erzeugt
- den Einsatz von EMDs EM2000 Steuerungssystem anstelle von Wabtec/MPI-eigenem System wie in der MP36
- den Einbau von Wechselstromgeneratoren und Antriebsmotoren von EMD

GO Transit hat 27 Lokomotiven dieses Modells bestellt, die zwischen 2007 und 2008 geliefert wurden. Ein Auftrag über weitere 20 Einheiten wurde im Juli 2008 unterschrieben. Im Februar 2010 wurde ein weiterer Auftrag über 10 zusätzliche Einheiten erteilt. Im März 2011 erhielt GO Transit eine Finanzierungszusage für weitere 20 Einheiten. Inklusive aller Optionen wird ihre Flotte bis zu 77 Lokomotiven dieses Modells umfassen.
Am 1. November 2011 wurde angekündigt, dass GO Transit die Antriebsmotoren von EMD in 11 MP40 durch neue Motoren des Typs Cummins QSK95 austauschen wird. Derzeit ist noch unklar, ob das Motorenaustauschprogramm auch auf die restlichen Lokomotiven, die noch relativ neu sind, ausgeweitet wird.
Während GO Transit derzeit noch der einzige Betreiber dieses Lokmodells ist, hat Sound Transit eine Bestellung von drei Lokomotiven für den Einsatz bei Sounder Commuter Rail getätigt.

### MP32PH-Q

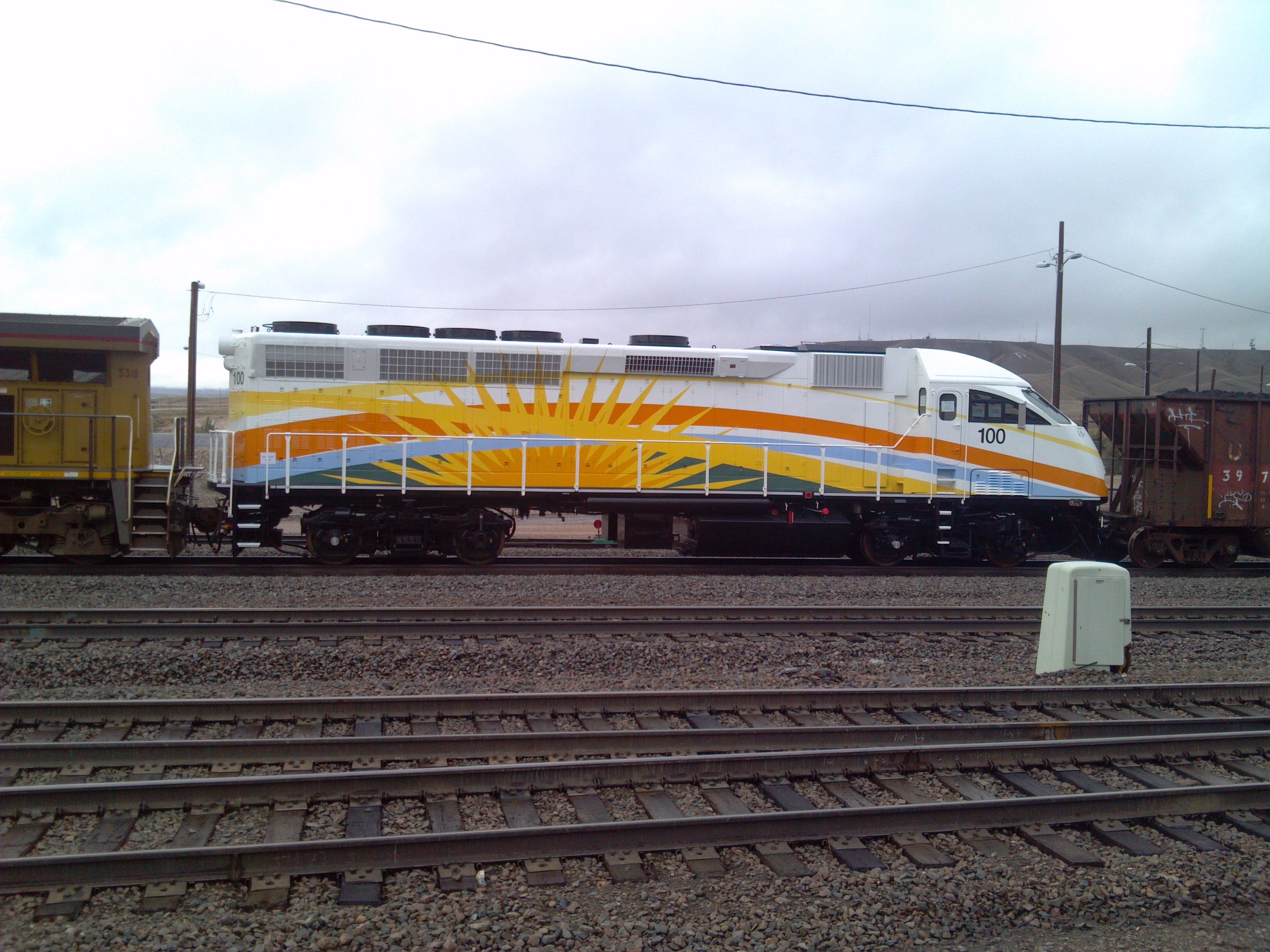
Eine MPI MP32PH-Q Lokomotive in SunRail Lackierung im September 2013

Die MP32PH-Q wurde für SunRail nach den gleichen Spezifikationen wie neue MPXpress-Lokomotiven hergestellt, obwohl es sich bei ihnen um gebrauchte Lokomotiven der Baureihe GP40WH-2 handelt. die vorher bei MARC im Einsatz waren. Während im Inneren der Lokomotiven die Motoren überholt wurden und die Elektronik mit der neuer Maschinen ersetzt wurde, behielten die Lokomotiven außen den schmalen Aufbau der GP-40, der mit einem MPXpress-Führerstand ergänzt wurde.

### MP54AC
Die MP54AC (auch bekannt als MP40PHTC-T4) ist die neueste Lokomotive der MPXpress-Familie und zuletzt das einzige in den USA zum Verkauf stehende Modell. Es erfüllt die strengen Tier-4-Emissionsstandards der EPA. Die MP54AC verwendet ein Paar Cummins-16-Zylinder-QSK60-Motoren mit einer Leistung von je 2.700 PS, also gemeinsam 5.400 PS oder 4.000 kW, was sie zur derzeit leistungsstärksten dieselelektrischen Lokomotive für Personenzüge in Nordamerika macht. In Zeiten geringer Leistungsanforderung kann die Lokomotive mit nur einem Motor betrieben werden, um die Lärmbelästigung zu reduzieren und die Kraftstoffeffizienz zu steigern.
Die MP54AC konkurriert mit der EMD F125 und dem Siemens Charger.
Vorhandene MPXpress-Lokomotiven können zur MP54AC umgebaut werden. Der erste Prototyp einer MP54AC entstand durch die Umbau einer MP40PH-3C von GO Transit. MotivePower entfernte den EMD-Motor und den HEP-Motor und ersetzte sie durch die zwei Cummins-Motoren. Am Lokomotivkasten wurden umfangreiche Modifikationen vorgenommen, um zusätzliche Lufteinlässe und Auspuffe aufzunehmen.
Zunächst wollte GO Transit insgesamt zehn MP40PH-3Cs auf den neuen MP54AC-Standard umstellen. Später bestellte die Gesellschaft 16 weitere, neu gebaute MP54AC-Lokomotiven und erweiterte den Auftrag für umgebaute Einheiten auf insgesamt 26 Stück. Die MP54ACs sollen auch die verbleibenden EMD F59PH-Lokomotiven ersetzen, die noch im Einsatz sind.

## Betreiber
| Modell    | Betreiber                      | Ort                         | Bestand | Baujahre        | Bemerkung                                                                                             |
| --------- | ------------------------------ | --------------------------- | ------- | --------------- | --- |
| MP36PH-3S | METRA                          | Chicago, Illinois           | 27      | 2003–2004       | |
| MP36PH-3C | Caltrain                       | San Francisco, Kalifornien  | 6       | 2003            | vorwiegend für Baby Bullet Service                                                                    |
| MP36PH-3C | FrontRunner                    | Salt Lake City, Utah        | 11      | 2007            | |
| MP36PH-3C | MARC                           | Washington, D.C. / Maryland | 26      | 2008–2011       | |
| MP36PH-3C | MBTA                           | Boston, Massachusetts       | 2       | 2007            | 2 Loks von FrontRunner gekauft (Nr. 13 und 14) 20 neue MPI HPS46 zur Lieferung 2012 und 2013 bestellt |
| MP36PH-3C | Metrolink                      | Los Angeles, Kalifornien    | 15      | 2008–2009       | |
| MP36PH-3C | Northstar Line                 | Minneapolis, Minnesota      | 6       | 2007, 2008–2009 | 1 Lok von FrontRunner (Nr. 12) gekauft                                                                |
| MP36PH-3C | New Mexico Rail Runner Express | Albuquerque, New Mexico     | 9       | 2005            | |
| MP36PH-3C | Virginia Railway Express       | Washington, D.C. / Virginia | 19 (+1) | 2010–2011       | In Auslieferung                                                                                       |
| MP36PH-3C | West Coast Express             | Vancouver, British Columbia | 1       | 2006            | Reserve                                                                                               |
| MP40PH-3C | GO Transit                     | Toronto, Ontario            | 77      | 2008–2011       | |
| MP40PH-3C | Sound Transit                  | Seattle, Washington         | 3       | 2012            | |
| MP40PH-Q  | SunRail                        | Orlando, Florida            | 7       | 2013            | Eröffnung Mai 2014, Modernisierte Loks mit schmalen Lokomotivkasten, Option auf 13                    |

## Bilder

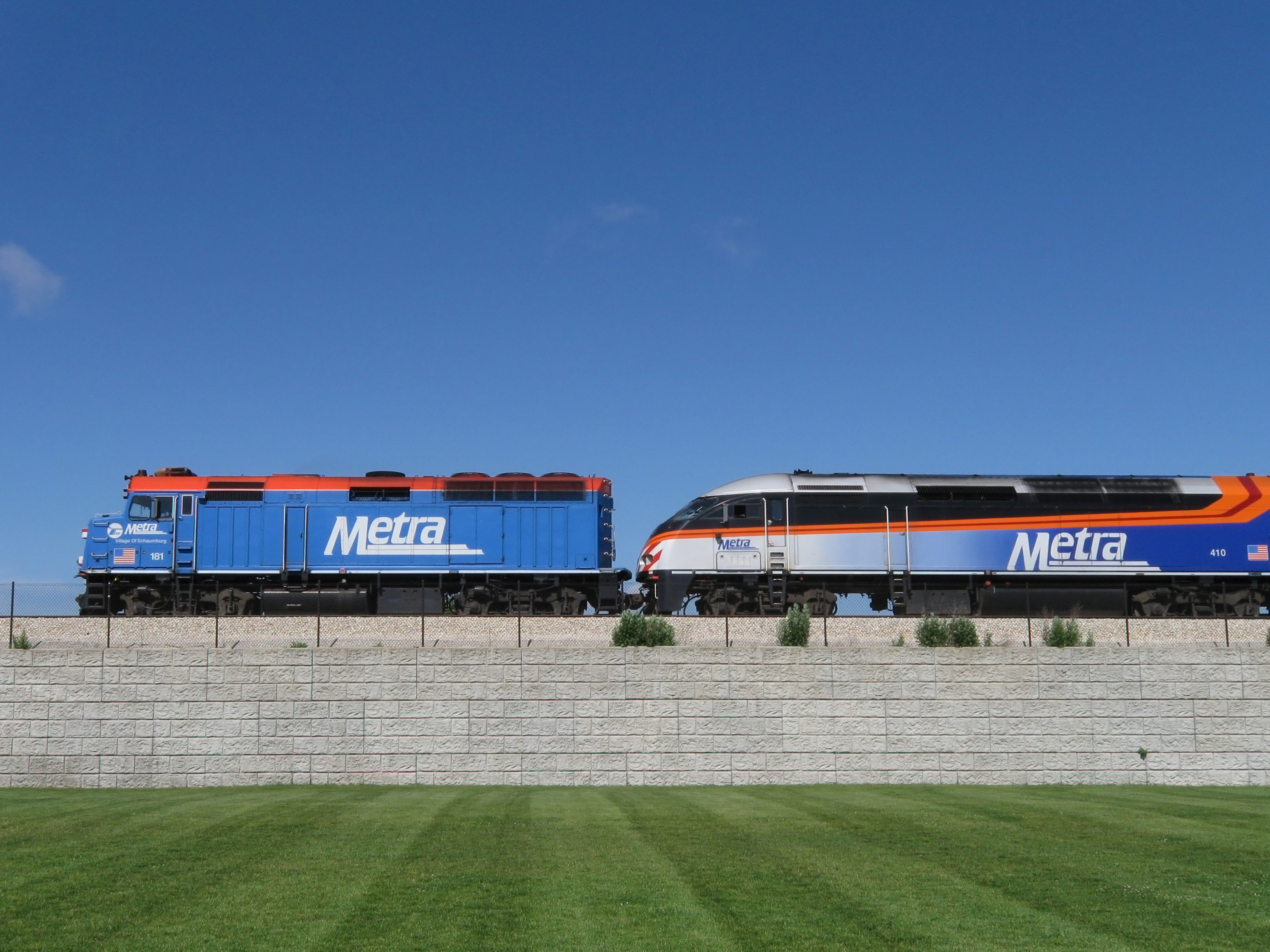
METRA MP36PH-3S Lok Nr. 410 (rechts) gekuppelt an einer EMD F40PH Lok Nähe Stuart Field
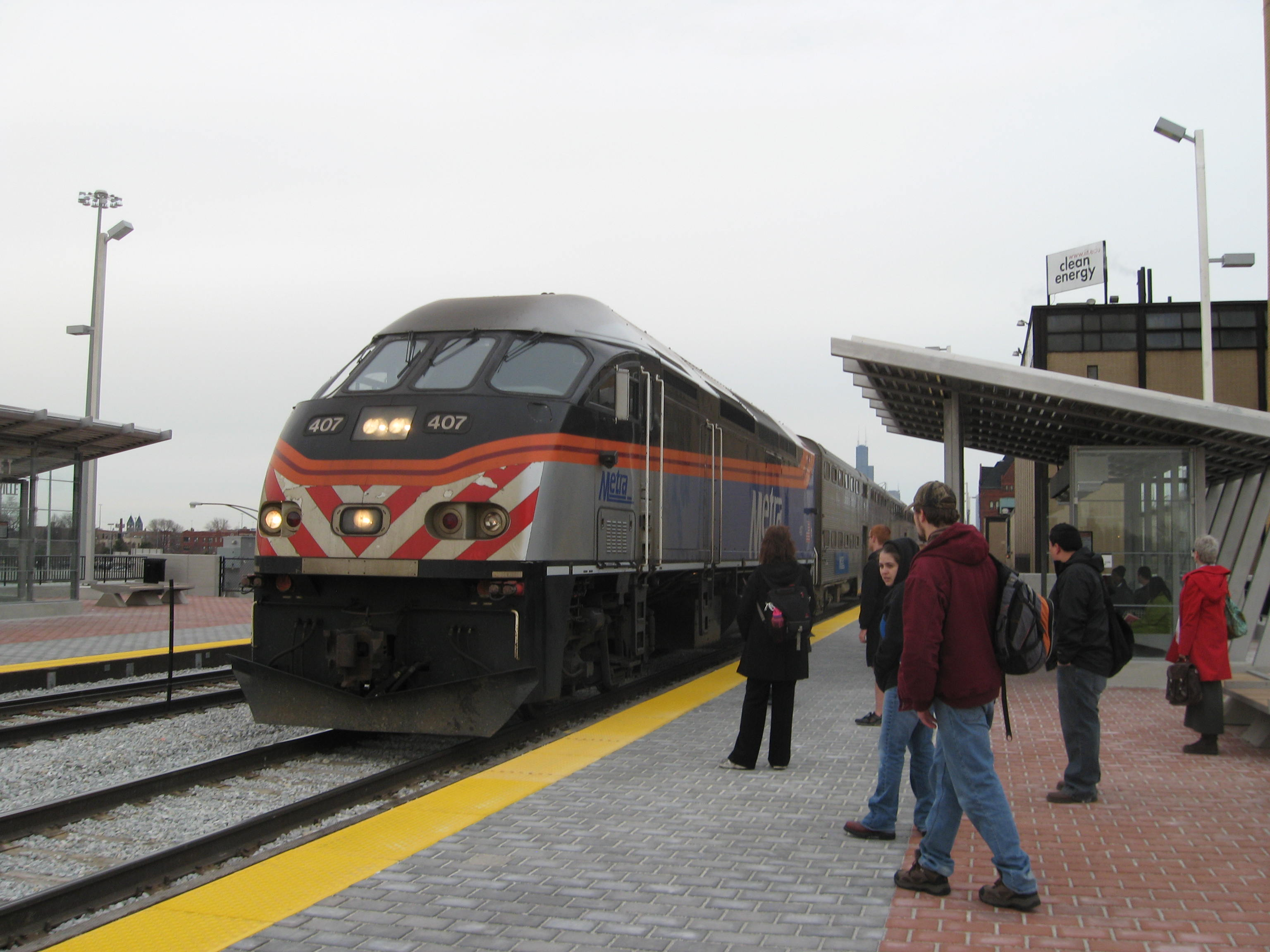
METRA MP36PH-3S Lok Nr. 407 an der Station 35th Street
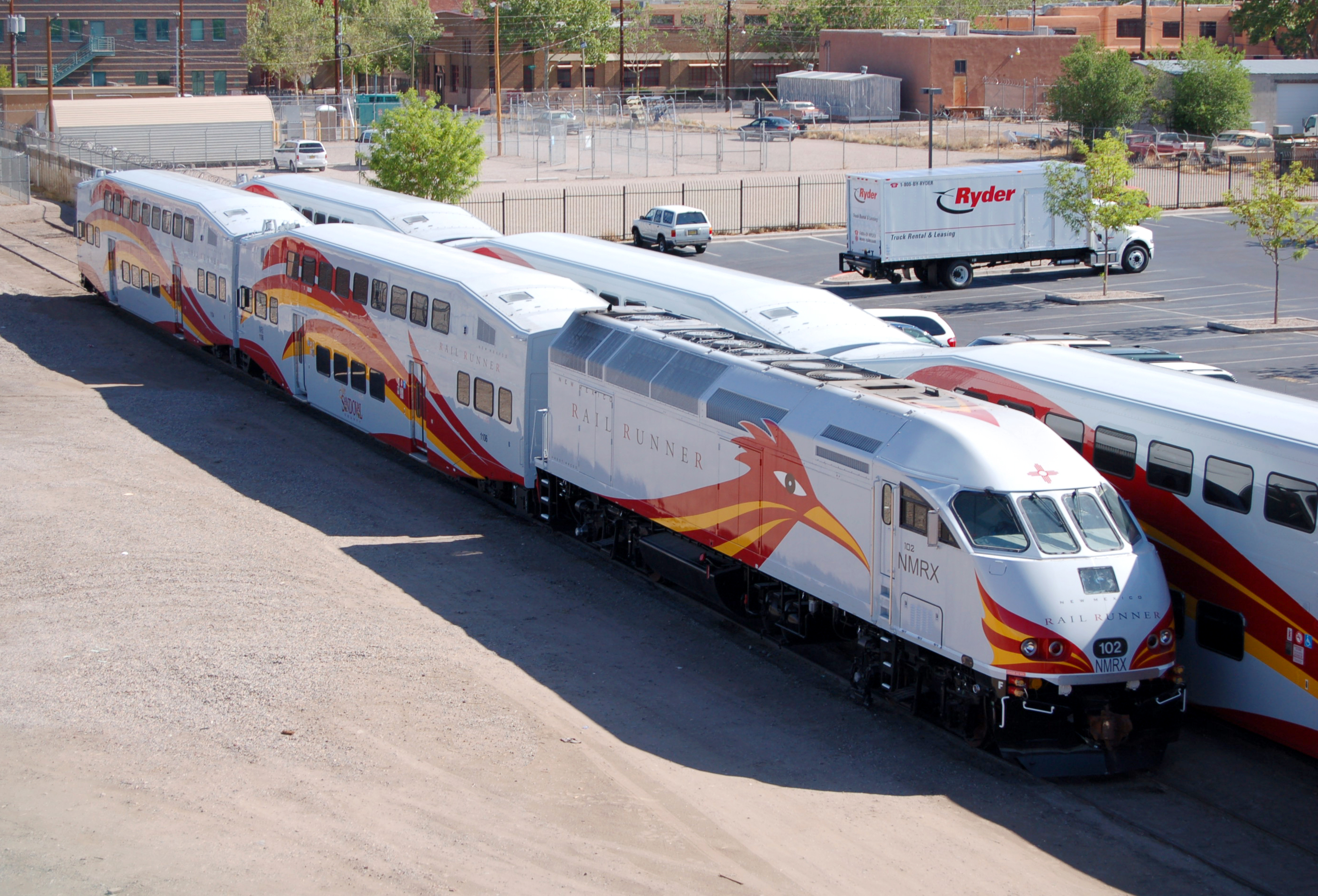
Zwei New Mexico Rail Runner Express MP36PH-3C Züge, abgestellt im Bw Albuquerque
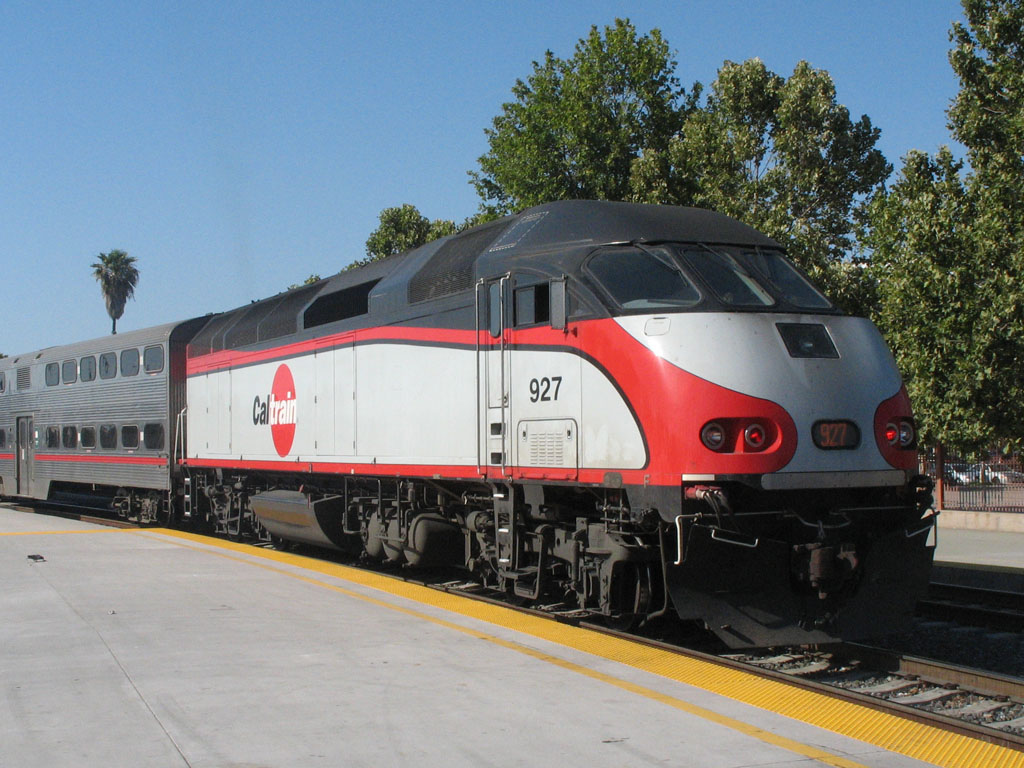
Caltrain Lok Nr. 927 im Bahnhof San Jose Diridon
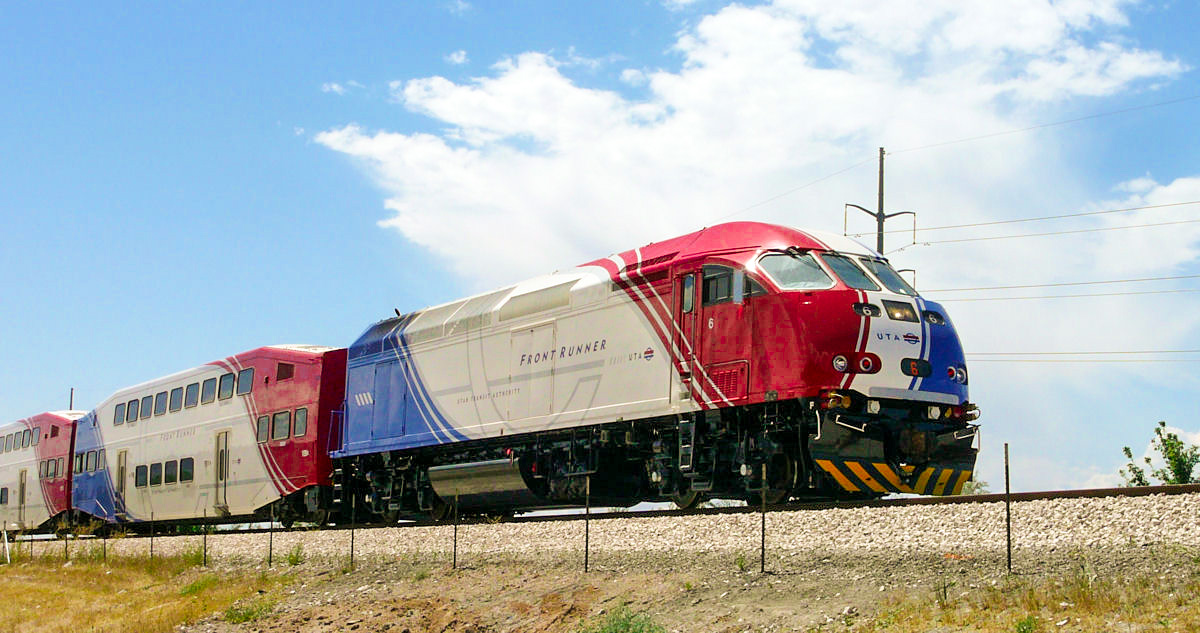
FrontRunner Lok Nr. 6
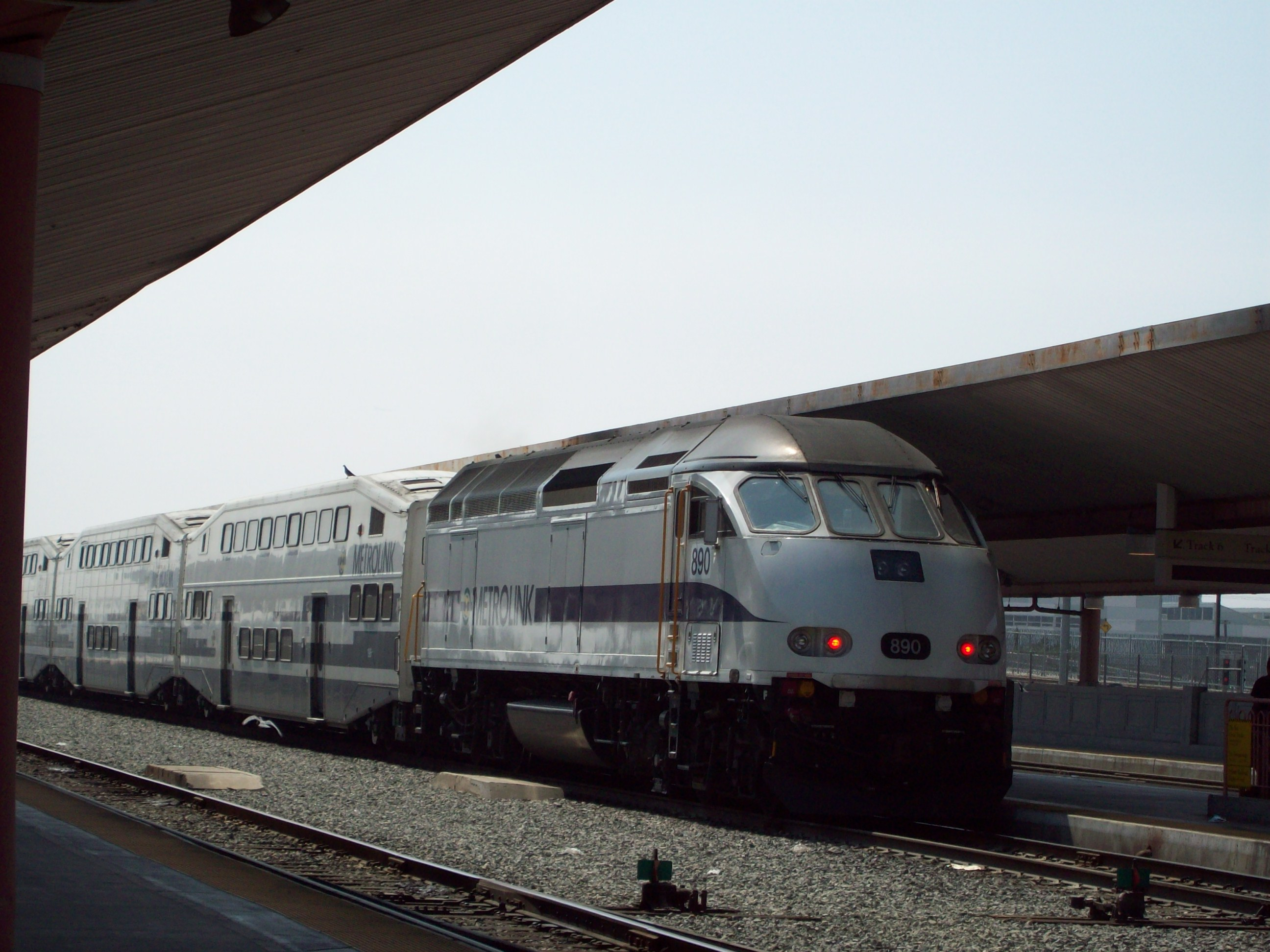
Metrolink Lok Nr. 890 in der Union Station
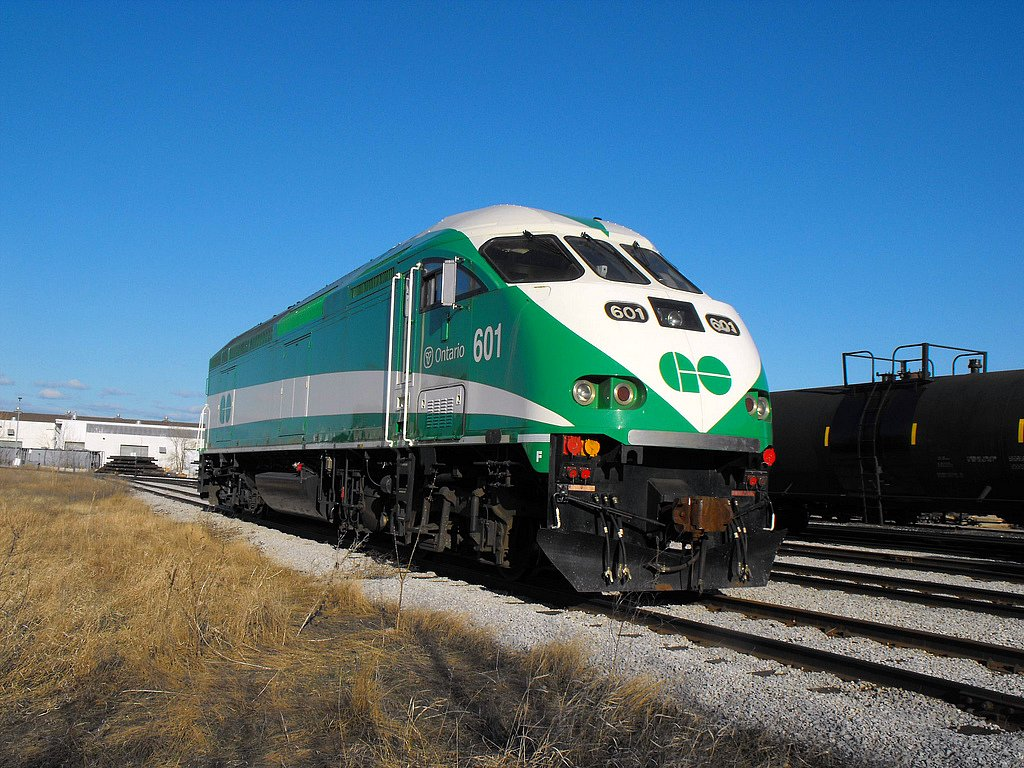
GO Transit MP40PH-3C Lok Nr. 601
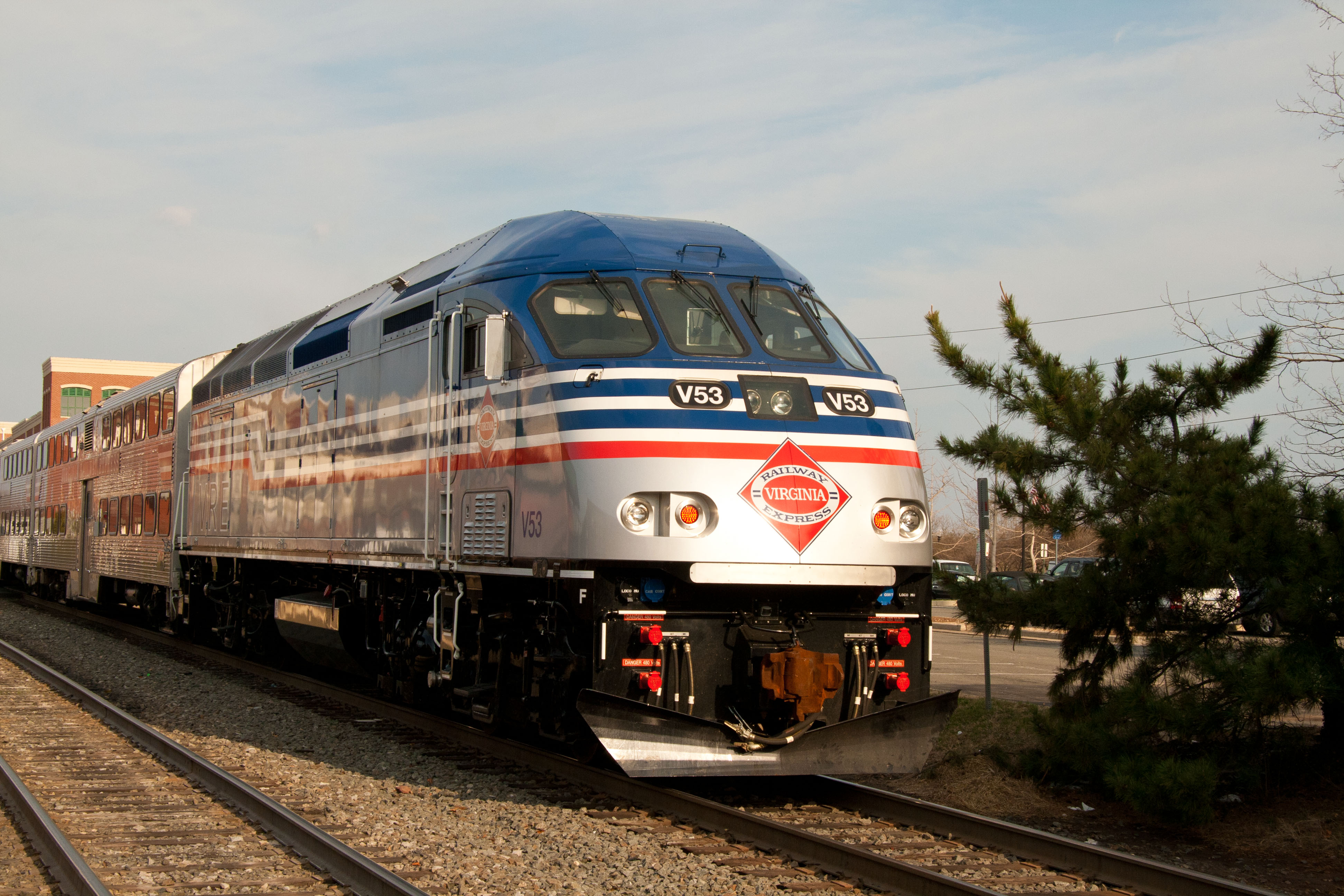
VRE Lok Nr. V53 MP36PH-3C bei der Abfahrt in Manassas